# Božidar Jordan
Božidar (Božo) Jordan, slovenski planinec, * 8. oktober 1931, Ljubljana, † 9. maj 2007.

## Odlikovanja in nagrade
Leta 2000 je prejel častni znak svobode Republike Slovenije z naslednjo utemeljitvijo: »za požrtvovalno in vztrajno delo v planinski organizaciji«.